# Отрадноје
Отрадноје (рус. Отрадное) насељено је место са административним статусом града на северозападу европског дела Руске Федерације. Налази се у централном делу Лењинградске области и административно припада Кировском рејону.
Према проценама националне статистичке службе за 2015. у граду је живело 25.481 становника.
Административни статус града носи од 1970. године.

## Географија
Град је смештен на левој обали реке Неве на надморсакој висини од 17 m, и на свега око 18 километара источно од Санкт Петербурга. Град се протеже дуж обале Неве у дужини од око 7 километара, а површина гардског подручја је 70,1 км². Кроз град протичу још и реке Тосна и Свјатка.
Рејонски центар град Кировск налази се на око 16 километара североисточно.

## Историја
У Новгородској пореској књизи из 1500. године помиње се Ивановска волост коју је чинило осам села. Године 1708. на месту данашњег града постојала су насеља Ивановско и Пела која су била позната по бројним летњиковцима локалне Петроградске елите. Пелински дворац био је једно од омиљених одмаралишта императорке Катарине Велике, а изграђен је управо по њеном налогу у периоду 1785—1794. године.
Према подацима са пописа из 1838. у насељу Ивановско живело је свега 126 становника, док је у суседном селу Уст Тосна живело 99 људи.
Средином XIX века Ивановско је постало власништвом бизнисмена Саве Јаковљева који је у насељу отворио фабрику за производњу бакра, због чега се цело насеље неформално називало и Бакарним градом. Почетком XX века отворене су железничке станице Пела (1911) и Ивановска (1918).
На основу административних списа из 1933. село Ивановско, насеље Отрадноје и засеок Уст Тосна су били делом Ивановске жупе Тосњенског рејона.
Град је током Другог светског рата био под немачком окупацијом, и за време трајања окупације готово у потпуности је уништен.
Град Отрадноје формиран је 24. октобра 1970. године спајањем насеља Ивановско, Отрадноје и Уст Тосно у јединствено градско насеље.

## Демографија
Према подацима са пописа становништва 2010. у граду је живело 23.866 становника, док је према проценама националне статистичке службе за 2015. град имао 25.481 становника.
| 1939. | 1959. | 1970.  | 1979.  | 1989.  | 2002.  | 2010.  | 2015.  |
| ----- | ----- | ------ | ------ | ------ | ------ | ------ | ------ |
| ---   | 6.426 | 18.603 | 20.046 | 22.400 | 21.570 | 23.866 | 25.481 |